# Dinh Q. Lê
Dinh Q. Lê (* 1968 in Hà Tiên, Provinz Kiên Giang; † 6. April 2024) war ein vietnamesisch-amerikanischer Fotograf und Installationskünstler.

## Leben und Werk
Dinh Q. Lê lebte bis zu seinem zehnten Lebensjahr in Vietnam, bis seine Familie 1979 nach Kalifornien auswanderte. Lê studierte bis zum Bachelor an der University of California und schloss ein Masterstudium der Fotografie an der School of Visual Arts ab. Dinh Q. Lê erhielt zahlreiche Auszeichnungen für sein Werk, darunter 2010 den Prinz-Claus-Preis.
Dinh Q. Lê war bekannt für Arbeiten, die er aus Fotostreifen herstellte. Er verwendete horizontale und vertikale Streifen von dokumentarischen Fotografien und Stills aus Hollywood-Filmen über den Vietnamkrieg. Der Arbeitsvorgang war vom traditionellen vietnamesischen Grasmattenweben inspiriert. Lê zeigte Wandarbeiten, Objekte, Installationen und Videos.

## Ausstellungen (Auswahl)

### Einzelausstellungen
- 2015: Dinh Q. Lê Memory for Tomorrow Mori-Kunstmuseum, Tokio[5]
- 2017: The Colony Museum Boijmans Van Beuningen, Rotterdam
- 2018: Dinh Q. Lê: True Journey Is Return San Jose Museum of Art

### Gruppenausstellungen
- 2009: 55. Internationale Kurzfilmtage Oberhausen
- 2012: dOCUMENTA (13)